# Doctor Robert
Doctor Robert (Lennon/McCartney) är en låt av The Beatles från 1966.

## Låten och inspelningen
Doctor Robert är en skämtsam låt som Beatles spelade in under två dagar, 17 och 19 april 1966. Låten handlar om en läkare som gör sina rika patienter beroende av droger. Kan även vara en anspelning på den läkare som första gången fick John Lennon och George Harrison att pröva LSD genom att lägga det i deras kaffe utan att de visste vad det var. I melodin finns inslag av Country men även vissa indiska rytmer smygs in. Låten kom med på LP:n Revolver, som utgavs i England 5 augusti 1966 medan den i USA kom ut på LP:n Yesterday... and Today som utgavs 20 juni 1966.